# The Raconteurs
The Raconteurs est un supergroupe réunissant des musiciens issus de la scène de Détroit, à savoir Jack White (guitariste-chanteur au sein des White Stripes), Brendan Benson (multi-instrumentiste, cousin de White), Jack Lawrence (bassiste au sein des Dead Weather et The Greenhornes) et Patrick Keeler (batteur, également membre des Greenhornes).

## Histoire
Le groupe est originaire de Nashville, Tennessee. Selon leur site officiel, « la graine fut plantée dans un grenier durant un été caniculaire quand deux cousins, Jack White et Brendan Benson, se retrouvèrent et composèrent la chanson qui les inspira durablement ». Cette chanson, Steady, as she Goes, mène à la création d'un groupe complet avec l'arrivée de Jack Lawrence et Patrick Keeler. Le groupe se rend ensuite à Détroit courant 2005 et enregistre à l'occasion. En raison du succès de chacun de ses membres dans d'autres formations, ils sont considérés comme un supergroupe. Ils démentent toutefois cette appellation, se qualifiant eux-mêmes comme un « jeune groupe de vieux amis ».
Le groupe est cependant connu sous le nom de The Saboteurs en Australie car un groupe du Queensland s'appelle déjà The Raconteurs. La formation australienne refusa catégoriquement d'abandonner son nom de scène malgré la somme d'argent proposée par la maison de disque des Raconteurs. Un membre du groupe de Queensland affirma même qu'ils n'avaient jamais été informé sur l'identité de ceux qui voulaient racheter leur nom.
The Raconteurs jouent dans de nombreux festivals en Europe, en Asie et en Amérique du Nord (dont Oxegen en Irlande, Reading and Leeds Festivals, Glastonbury Festival, T in the Park au Royaume-Uni, Heineken Open'er Festival en Pologne, Vegoose à Las Vegas, Lollapalooza à Chicago, Rock en Seine à Paris) se retrouvant bien souvent en tête d'affiche.

### 2005 – 2007:Broken Boy Soldiers
Le premier opus des Raconteurs, Broken Boy Soldiers, est enregistré dans le studio de Brendan Benson, à Détroit. Le premier single, Steady, as She Goes/Store Bought Bones, sort en vinyle en édition limitée de sept pouces en Europe le 30 janvier 2006 et en Amérique du Nord le 7 mars 2006. Une version CD est commercialisée le 24 avril 2006 avec le titre Bane Rendition en face B.
La première apparition scénique des Raconteurs le 20 mars 2006 à l'Academy à Liverpool lance une brève tournée britannique. Leur première date américaine a lieu le 20 avril 2006, à l'Irving Plaza de New York. Une longue tournée suit et mène le groupe de l'Amérique du Nord à l'Europe. La notoriété de Jack White permet au groupe de doper ses ventes en billetterie malgré la jeunesse de la formation.
Broken Boy Soldiers sort le 15 mai 2006 au Royaume-Uni et le lendemain aux États-Unis sous le label Third Man Records. Il entre directement à la deuxième place des classements anglais et à la septième place des classements américains.
En novembre 2006, The Raconteurs jouent huit dates en première partie de Bob Dylan lors de leur tournée américaine. Le 3 novembre 2006, ils jouent Store Bought Bones et la chanson-titre Broken Boy Soldiers à l'émission télévisuelle Later... with Jools Holland en Angleterre. Selon Planet Sound, présent sur place, durant Store Bought Bones, la guitare de Jack White se met à avoir des problèmes et ils doivent refilmer la performance. Au bout de la quatrième prise, le groupe éclate de rire. L'émission télé est en fait un assemblage des quatre prises sans les rires du groupe. La reprise par The Raconteurs du titre Teenage Kicks du groupe irlandais The Undertones apparait sur la compilation live de la BBC pour son quarantième anniversaire. Ils la jouent en live durant un hommage à John Peel.
Le groupe joue de nombreuses reprises durant leurs concerts. Les plus fréquentes sont Bang Bang (My Baby Shot Me Down) de Sonny and Cher et Nancy Sinatra et Headin' for the Texas Border de The Flaming Groovies. Ils reprennent aussi Crazy de Gnarls Barkley, Who Do You Love? de Bo Diddley, It Ain't Easy de Ron Davis, A House is Not a Motel de Love ou Keep it Clean de Charley Jordan. Le groupe reprend aussi Baby, Please Don't Go, un vieux blues de Big Joe Williams datant de 1935 (et popularisé par Van Morrison de Them en 1964).
En décembre 2006, le premier album du groupe Broken Boy Soldiers est récompensé comme meilleur album de l'année par le magazine britannique Mojo. En 2007, il est nommé dans la catégorie meilleur album rock des Grammy Awards, tout comme le titre Steady as She Goes dans la catégorie meilleure prestation vocale rock par un groupe ou un duo, mais n'en remportent aucune. L'intro et le final de Steady as She Goes est très souvent utilisé comme indicatif du Saturday Live, un programme radio de la BBC Radio 4.

### 2008 – 2009:Consolers of the Lonely
Le second opus, Consolers of the Lonely, paraît le 25 mars 2008, ainsi que son premier single, Salute Your Solution.
Le groupe part en tournée en festival : Coachella le 25 avril, le New Orleans Jazz & Heritage Festival le 4 mai, Bonnaroo Music Festival le 13 juin, l'Open'er Festival en Pologne le 4 juillet, T in the Park en Écosse le 12 juillet et Oxegen en Irlande le 13 juillet. Ils se produisent aussi sur la Pyramid stage du Glastonbury Festival le 28 juin, au Montreux Jazz Festival le 7 juillet, à Lollapalooza le 1er août, et sur la scène principale du Reading and Leeds Festival les 23 et 24 août, comme au Austin City Limits Music Festival le 28 septembre. Ils participent aux Eden Sessions à Cornwall le 29 juin. Ils consacrent une grande partie de l'été 2008 à une grande tournée américaine.
En 2009, Consolers of the Lonely est nommé au Grammy award du meilleur album de rock mais perd face à Coldplay et son album Viva la Vida or Death and All His Friends. Ils remportent toutefois la catégorie du meilleur ingénieur du son.

### 2010 – 2018: Hiatus
En 2010, le groupe émet un avis incertain sur le futur du projet : « Nous sommes tous concentrés sur d'autres choses, je n'ai plus beaucoup de contact avec ces gars là, explique Brendan Benson en 2010. On est très occupé, mais comme ça a toujours été le cas, la flamme se ravivera et on repartira sur la route avec peut-être un nouvel album sous le bras... ou peut-être pas  ». Le 17 avril 2010, Brendan Benson et Patrick Keeler jouent quelques titres des Raconteurs sous le nom The Racontwoers aux Third Man Records à l'occasion d'une réédition de Broken Boy Soldiers. Ils sont alors accompagnés de Mark Watrous et Andrew Higley. Le groupe au complet se produit au Ryman Auditorium de Nashville le 15 septembre et au MI Fest le 17 septembre 2011. Le 12 novembre 2011, ils jouent pour la première du Orlando Calling Festival à Orlando (Floride). The Raconteurs annoncent une date supplémentaire à The Tabernacle à Atlanta le 13 novembre 2011. En avril 2012, Third Man Records sort deux titres qui devaient initialement se retrouver sur Consolers of the Lonely : Open Your Eyes et You Make a Fool Out of Me. Les morceaux sont ré-enregistrés par Brendan Benson pour son album solo My Old, Familiar Friend. En février 2013, Jack White annonce le retour du groupe en studio. Cependant en 2014, Brendan Benson affirme qu'une reformation est « hors de toute considération » le concernant, étant très occupé comme producteur pour son nouveau label ReadyMade Records.
Brendan Benson et Jack Lawrence rejoignent Jack White sur scène durant le rappel de son concert au Bridgestone Arena de Nashville le 28 janvier 2015 ; ils jouent Salute Your Solution et Steady as She Goes. Patrick Keeler n'est pas présent, étant au même moment en tournée avec The Afghan Whigs.

### 2018 – Présent:Help Us Stranger
Le 8 octobre 2018, Third Man Records annonce une réédition de luxe de Consolers of the Lonely comprenant deux morceaux inédits : Sunday Driver et Now That You're Gone. Les deux titres sont disponibles sous forme numérique le 19 décembre et sont par la suite inclus sur le troisième album Help Us Stranger. Ce dernier sort le 21 juin 2019.
Help Us Stranger est enregistré aux studios de Third Man Records à Nashville. Jack White et Brendan Benson ont composé tous les titres à l'exception de Hey Gyp (Dig the Slowness), une reprise de Donovan. L'album est produit par The Raconteurs et Joshua V. Smith. Il accueille quelques invités de marque comme Dean Fertita de The Dead Weather et Queens of the Stone Age ainsi que Lillie Mae et Scarlett Rische de Jypsi. Le disque est mixé par Vance Powell et The Raconteurs aux studios Blackbird de Nashville.
L'album Live in Tulsa est enregistré les 13 et 16 octobre 2019 au Cain's Ballroom de Tulsa dans l'Oklahoma.

## Discographie

### Singles
| 2006                                    | Steady, As She Goes                 | 54 | 7  | 1  | 47 | 55 | 3  | 4  | 16 | 22 | 4  | Broken Boy Soldiers         |
| 2006                                    | Hands                               | —  | —  | —  | —  | —  | 15 | 14 | —  | —  | 29 | Broken Boy Soldiers         |
| 2006                                    | Broken Boy Soldier                  | —  | —  | —  | —  | —  | —  | 19 | —  | —  | 22 | Broken Boy Soldiers         |
| 2007                                    | Level                               | —  | —  | 7  | —  | —  | —  | —  | —  | —  | —  | Broken Boy Soldiers         |
| 2008                                    | Salute Your Solution                | —  | —  | 4  | —  | —  | 79 | —  | —  | —  | —  | ''Consolers of the Lonely'' |
| 2008                                    | Many Shades of Black                | —  | —  | 37 | —  | 64 | —  | —  | —  | —  | —  | ''Consolers of the Lonely'' |
| 2008                                    | Old Enough                          | —  | 7  | —  | —  | —  | —  | —  | —  | —  | —  | ''Consolers of the Lonely'' |
| 2008                                    | Consoler of the Lonely              | —  | —  | —  | —  | —  | —  | —  | —  | —  | —  | ''Consolers of the Lonely'' |
| 2018                                    | Sunday Driver/ Now That You're Gone | —  | 31 | —  | —  | —  | —  | —  | —  | —  | —  | Help Us Stranger            |
| 2018                                    | Sunday Driver/ Now That You're Gone | —  | 19 | 28 | —  | —  | —  | —  | —  | —  | —  | Help Us Stranger            |
| 2019                                    | Hey Gyp (Dig the Slowness)          | —  | —  | —  | —  | —  | —  | —  | —  | —  | —  | Help Us Stranger            |
| 2019                                    | Help Me Stranger                    | —  | 9  | 20 | —  | 73 | —  | —  | —  | —  | —  | Help Us Stranger            |
| 2019                                    | Somedays (I Don't Feel Like Trying) | —  | 31 | —  | —  | —  | —  | —  | —  | —  | —  | Help Us Stranger            |
| "—" denotes releases that did not chart |                                     |    |    |    |    |    |    |    |    |    |    |                             |

### Médias
- Salute Your Solution a été utilisé pour le générique de fin de Bienvenue à Zombieland de Ruben Fleischer, ainsi que dans la bande-annonce de Call of Duty: Advanced Warfare.
- Salute Your Solution est également utilisée dans le film Premium Rush avec Joseph Gordon-Levitt.
- On peut également l'entendre dans une scène de The Flash.
- On peut entendre Consoler of the Lonely dans le premier épisode de la première saison de Vampire Diaries.
- Dans le film Ma première fois, on peut entendre la musique Steady As She Goes lors d'une soirée.